# Scottish Cup 2019-2020
La Scottish Cup 2019-2020 è stata la 135ª edizione del torneo, iniziata il 10 agosto 2019 e terminata il 20 dicembre 2020. Il Celtic ha vinto il trofeo per la quarantesima volta nella sua storia, la quarta consecutiva.

## Formula del torneo
| Turno                     | Data              | Numero di incontri | Squadre  | Entrano a questo turno                                                                                       |
| ------------------------- | ----------------- | ------------------ | -------- | --- |
| Primo turno preliminare   | 10 agosto 2019    | 13                 | 102 → 89 | 26 squadre dei campionati semipro minori                                                                     |
| Secondo turno preliminare | 31 agosto 2019    | 7                  | 89 → 82  | 1 squadra dei campionati semipro minori                                                                      |
| Primo turno               | 21 settembre 2019 | 18                 | 82 → 64  | 16 squadre di Highland Football League 13 squadre di Lowland Football League                                 |
| Secondo turno             | 19 ottobre 2019   | 16                 | 64 → 48  | 10 squadre di Scottish League Two 1 squadra di Highland Football League 3 squadre di Lowland Football League |
| Terzo turno               | 23 novembre 2019  | 16                 | 48 → 32  | 6 squadre di Scottish Championship 10 squadre di Scottish League One                                         |
| Quarto turno              | 18 gennaio 2020   | 16                 | 32 → 16  | 12 squadre di Scottish Premiership 4 squadre di Scottish Championship                                        |
| Quinto turno              | 8 febbraio 2020   | 8                  | 16 → 8   | - |
| Quarti di finale          | 29 febbraio 2020  | 4                  | 8 → 4    | - |
| Semifinali                | 31 ottobre 2020   | 2                  | 4 → 2    | - |
| Finale                    | 20 dicembre 2020  | 1                  | 2 → 1    | - |

## Fase preliminare

### Primo turno preliminare
| Squadra 1              | Risultato | Squadra 2            |
| ---------------------- | --------- | -------------------- |
| 10 agosto 2019         |           |                      |
| Linlithgow Rose        | 2 - 1     | Preston Athletic     |
| Banks O'Dee            | 5 - 0     | Glasgow University   |
| Broxburn Athletic      | 2 - 0     | Tynecastle           |
| Camelon Juniors        | 4 - 0     | Newton Stewart       |
| Coldstream             | 1 - 9     | Jeanfield Swifts     |
| Dundonald Bluebell     | 2 - 2     | Auchinleck Talbot    |
| Easthouses Lily MW     | 1 - 6     | Penicuik Athletic    |
| Hawick Royal Albert    | 1 - 6     | Threave Rovers       |
| Hill of Beath Hawthorn | 2 - 0     | Blackburn Utd        |
| Lochee Utd             | 7 - 0     | Burntisland Shipyard |
| St. Cuthbert Wanderers | 1 - 7     | Girvan               |
| 17 agosto 2019         |           |                      |
| LTHV                   | 5 - 0     | Wigtown & Bladnoch   |
| 18 agosto 2019         |           |                      |
| Colville Park          | 0 - 4     | Whitehill Welfare    |

#### Replay
| Squadra 1         | Risultato | Squadra 2          |
| ----------------- | --------- | ------------------ |
| 17 agosto 2019    |           |                    |
| Auchinleck Talbot | 6 - 1     | Dundonald Bluebell |

### Secondo turno preliminare
| Squadra 1         | Risultato | Squadra 2              |
| ----------------- | --------- | ---------------------- |
| 31 agosto 2019    |           |                        |
| Whitehill Welfare | 0 - 1     | Penicuik Athletic      |
| Banks O'Dee       | 2 - 0     | Golspie Sutherland     |
| Camelon Juniors   | 0 - 2     | Auchinleck Talbot      |
| Threave Rovers    | 0 - 2     | Hill of Beath Hawthorn |
| Lochee Utd        | 5 - 2     | LTHV                   |
| Girvan            | 0 - 1     | Broxburn Athletic      |
| 7 settembre 2019  |           |                        |
| Jeanfield Swifts  | 2 - 5     | Linlithgow Rose        |

## Primo turno
| Squadra 1            | Risultato | Squadra 2               |
| -------------------- | --------- | ----------------------- |
| 20 settembre 2019    |           |                         |
| Kelty Hearts         | 0 - 3     | Auchinleck Talbot       |
| 21 settembre 2019    |           |                         |
| Broxburn Athletic    | 3 - 2     | East Stirlingshire      |
| Buckie Thistle       | 4 - 1     | Civil Service Strollers |
| Caledonian Braves    | 3 - 4     | Rothes                  |
| Cumbernauld Colts    | 1 - 5     | Penicuik Athletic       |
| Dalbeattie Star      | 1 - 3     | Gala Fairydean          |
| Edinburgh University | 1 - 3     | Lochee Utd              |
| Forres Mechanics     | 1 - 4     | Banks O'Dee             |
| Fort William         | 5 - 0     | Vale of Leithen         |
| Fraserburgh          | 0 - 1     | Bonnyrigg Rose          |
| Gretna 2008          | 1 - 0     | Hill of Beath Hawthorn  |
| Inverurie Loco Works | 3 - 2     | Wick Academy            |
| Keith                | 2 - 3     | Stirling University     |
| Linlithgow Rose      | 1 - 0     | Huntly                  |
| Nairn County         | 0 - 0     | Clachnacuddin           |
| Spartans             | 1 - 1     | Deveronvale             |
| Strathspey Thistle   | 2 - 1     | Lossiemouth             |
| Turriff Utd          | 1 - 5     | Formartine Utd          |

### Replay
| Squadra 1         | Risultato | Squadra 2    |
| ----------------- | --------- | ------------ |
| 28 settembre 2019 |           |              |
| Clachnacuddin     | 2 - 1     | Nairn County |
| 30 settembre 2019 |           |              |
| Deveronvale       | 1 - 2     | Spartans     |

## Secondo turno
| Squadra 1           | Risultato | Squadra 2            |
| ------------------- | --------- | -------------------- |
| 18 ottobre 2019     |           |                      |
| Bonnyrigg Rose      | 2 - 0     | Buckie Thistle       |
| Edinburgh           | 3 - 1     | Banks O'Dee          |
| 19 ottobre 2019     |           |                      |
| Auchinleck Talbot   | 1 - 0     | Cove Rangers         |
| Albion Rovers       | 1 - 1     | Fort William         |
| Annan Athletic      | 2 - 2     | Brechin City         |
| Clachnacuddin       | 0 - 7     | Brora Rangers        |
| Cowdenbeath         | 1 - 1     | Broxburn Athletic    |
| East Kilbride       | 3 - 1     | Gretna 2008          |
| Elgin City          | 3 - 1     | Berwick Rangers      |
| Formartine Utd      | 2 - 2     | Gala Fairydean       |
| Lochee Utd          | 1 - 1     | BSC Glasgow          |
| Rothes              | 1 - 3     | Inverurie Loco Works |
| Spartans            | 0 - 2     | Queen's Park         |
| Stirling Albion     | 2 - 0     | Strathspey Thistle   |
| 20 ottobre 2019     |           |                      |
| Stirling University | 0 - 2     | Linlithgow Rose      |
| 26 ottobre 2019     |           |                      |
| Penicuik Athletic   | 3 - 0     | Stenhousemuir        |

### Replay
| Squadra 1         | Risultato | Squadra 2      |
| ----------------- | --------- | -------------- |
| 26 ottobre 2019   |           |                |
| Brechin City      | 0 - 2     | Annan Athletic |
| Broxburn Athletic | 3 - 0     | Cowdenbeath    |
| Fort William      | 0 - 5     | Albion Rovers  |
| Gala Fairydean    | 1 - 2     | Formartine Utd |
| 27 ottobre 2019   |           |                |
| BSC Glasgow       | 2 - 1     | Lochee Utd     |

## Terzo turno
| Squadra 1            | Risultato | Squadra 2         |
| -------------------- | --------- | ----------------- |
| 22 novembre 2019     |           |                   |
| Linlithgow Rose      | 1 - 4     | Falkirk           |
| 23 novembre 2019     |           |                   |
| Auchinleck Talbot    | 1 - 1     | Arbroath          |
| Albion Rovers        | 1 - 4     | Airdrieonians     |
| Bonnyrigg Rose       | 2 - 1     | Montrose          |
| Dumbarton            | 3 - 1     | Forfar Athletic   |
| East Fife            | 3 - 4     | BSC Glasgow       |
| Edinburgh            | 4 - 3     | Annan Athletic    |
| Elgin City           | 1 - 3     | Alloa Athletic    |
| Formartine Utd       | 0 - 4     | East Kilbride     |
| Inverurie Loco Works | 0 - 1     | Broxburn Athletic |
| Greenock Morton      | 1 - 1     | Brora Rangers     |
| Partick Thistle      | 1 - 0     | Penicuik Athletic |
| Queen of the South   | 1 - 2     | Queen's Park      |
| Raith Rovers         | 1 - 0     | Peterhead         |
| Stirling Albion      | 0 - 2     | Clyde             |
| Stranraer            | 1 - 0     | Dunfermline       |

### Replay
| Squadra 1        | Risultato | Squadra 2         |
| ---------------- | --------- | ----------------- |
| 27 novembre 2019 |           |                   |
| Arbroath         | 3 - 0     | Auchinleck Talbot |
| 3 dicembre 2019  |           |                   |
| Brora Rangers    | 1 - 3     | Greenock Morton   |

## Quarto turno
| Squadra 1           | Risultato | Squadra 2         |
| ------------------- | --------- | ----------------- |
| 17 gennaio 2020     |           |                   |
| Rangers             | 2 - 0     | Stranraer         |
| 18 gennaio 2020     |           |                   |
| Aberdeen            | 1 - 0     | Dumbarton         |
| Alloa Athletic      | 2 - 3     | Inverness         |
| Arbroath            | 0 - 0     | Falkirk           |
| Ayr Utd             | 1 - 0     | Ross County       |
| Bonnyrigg Rose      | 0 - 1     | Clyde             |
| East Kilbride       | 1 - 3     | BSC Glasgow       |
| Hamilton Academical | 5 - 0     | Edinburgh         |
| Hearts              | 5 - 0     | Airdrieonians     |
| Kilmarnock          | 6 - 0     | Queen's Park      |
| Livingston          | 3 - 1     | Raith Rovers      |
| St. Johnstone       | 3 - 0     | Greenock Morton   |
| St. Mirren          | 3 - 0     | Broxburn Athletic |
| Partick Thistle     | 1 - 2     | Celtic            |
| Dundee              | 0 - 3     | Motherwell        |
| 19 gennaio 2020     |           |                   |
| Dundee Utd          | 2 - 2     | Hibernian         |

### Replay
| Squadra 1       | Risultato | Squadra 2  |
| --------------- | --------- | ---------- |
| 28 gennaio 2020 |           |            |
| Falkirk         | 2 - 0     | Arbroath   |
| Hibernian       | 4 - 2     | Dundee Utd |

## Quinto turno
| Squadra 1           | Risultato | Squadra 2     |
| ------------------- | --------- | ------------- |
| 8 febbraio 2020     |           |               |
| Hamilton Academical | 1 - 4     | Rangers       |
| Aberdeen            | 0 - 0     | Kilmarnock    |
| Ayr Utd             | 1 - 2     | St. Johnstone |
| Inverness           | 1 - 0     | Livingston    |
| St. Mirren          | 1 - 1     | Motherwell    |
| Falkirk             | 0 - 1     | Hearts        |
| 9 febbraio 2020     |           |               |
| BSC Glasgow         | 1 - 4     | Hibernian     |
| Clyde               | 0 - 3     | Celtic        |

### Replay
| Squadra 1        | Risultato       | Squadra 2  |
| ---------------- | --------------- | ---------- |
| 18 febbraio 2020 |                 |            |
| Motherwell       | 4 - 4 (2-3 dtr) | St. Mirren |
| 19 febbraio 2020 |                 |            |
| Kilmarnock       | 3 - 4 (dts)     | Aberdeen   |

## Quarti di finale
| Squadra 1        | Risultato | Squadra 2 |
| ---------------- | --------- | --------- |
| 28 febbraio 2020 |           |           |
| Hibernian        | 5 - 2     | Inverness |
| 29 febbraio 2020 |           |           |
| Hearts           | 1 - 0     | Rangers   |
| St. Mirren       | 0 - 2     | Aberdeen  |
| 1º marzo 2020    |           |           |
| St. Johnstone    | 0 - 1     | Celtic    |

## Semifinali
| Squadra 1        | Risultato   | Squadra 2 |
| ---------------- | ----------- | --------- |
| 31 ottobre 2020  |             |           |
| Hearts           | 2 - 1 (dts) | Hibernian |
| 1º novembre 2020 |             |           |
| Celtic           | 2 - 0       | Aberdeen  |

## Finale
| Arbitro: | Beaton |

|                                                |                      |                                      |
| Christie 19’ Édouard 29’ (rig.) Griffiths 105’ | Marcatori            | 48’ Boyce 67’ Kingsley 111’ Ginnelly |
| Griffiths McGregor Christie Johnston Ajer      | Tiri di rigore 4 – 3 | Naismith Smith Lee Kingsley Wighton  |